# André Neury
André Neury (3 de setembro de 1921 - 9 de maio de 2001) foi um futebolista suíço que atuava como defensor.

## Carreira
André Neury fez parte do elenco da Seleção Suíça de Futebol, na Copa do Mundo de 1950 no Brasil e 1954.